# DGI-Huset Nordkraft
|  | Sammenskrivningsforslag Artiklen DGI-Huset Nordkraft er foreslået føjet ind i Nordkraft (kulturhus). (Siden februar 2013) Diskutér forslaget |

DGI-Huset i Nordkraft ligger i det gamle kraftværk i Aalborg.
Man har omdannet 5000 kvm. af Nordkrafts samlede 30.000 kvadratmeter til et mekka for kultur og motion, med blandt andet sportshal, Nordjyllands største springanlæg, træningssale, Den Grønne Café, mødelokaler, fitnesscenter, samt Danmarks højeste og mest spektakulære klatrevæg på 20 meter.
| Sport | Spire Denne artikel om sport er en spire som bør udbygges. Du er velkommen til at hjælpe Wikipedia ved at udvide den. |

|  | Denne artikel kan blive bedre, hvis der indsættes geografiske koordinater Denne artikel omhandler et emne, som har en geografisk lokation. Du kan hjælpe ved at indsætte koordinater i wikidata. |